# جوني أنطونيللي
جوني أنطونيللي (بالإنجليزية: Johnny Antonelli)‏ هو لاعب كرة قاعدة أمريكي، ولد في 12 أبريل 1930 في روتشستر في الولايات المتحدة.

## وصلات خارجية
- جوني أنطونيللي على موقعبيزبول رفرنس.كوم (الدوري الرئيسي) (الإنجليزية)
- جوني أنطونيللي على موقعبيزبول رفرنس.كوم (الدوري الثانوي) (الإنجليزية)
- جوني أنطونيللي على موقع جمعية أبحاث البيسبول الأمريكية (الإنجليزية)
- جوني أنطونيللي على موقع مشجعي الرسوم البيانية (الإنجليزية)
- جوني أنطونيللي على موقع قاعة تينيسي للمشاهير الرياضية (الإنجليزية)